# Штайнройтер, Леопольд
Леопольд Штайнройтер, или Леопольд Венский (нем. Leopold Stainreuter, или Leupold von Wien, лат. Leopoldus Stainreuter de Vienna, около 1340, Вена или Штайр — не позже 1400, Вена) — средневековый австрийский хронист и теолог, монах-августинец, придворный капеллан герцога Альбрехта III, предполагаемый автор «Австрийской хроники 95 правителей» (нем. Österreichische Chronik von den 95 Herrschaften).
Присваивавшаяся ему ранее фамилия Штайнройтер, характерная скорее для рыцаря, чем для горожанина, сегодня отвергается некоторыми исследователями, предпочитающими называть его «Леопольдом Венским».

## Биография
Выходец из городского патрициата Вены или Штайра, получил там начальное духовное образование и в 1368 году принял постриг в венском монастыре августинцев, основанном в 1327 году герцогом Фридрихом Красивым. В 1368—1377 годах изучал теологию в Париже, после чего направлен был своим орденом в Рим. По возвращении из Италии стал настоятелем венской обители ордена, а также преподавал в её богословской школе.
В 1378 году получил должность придворного капеллана герцога Альбрехта III, по инициативе которого занялся историческими, генеалогическими и геральдическими изысканиями. После фактического открытия в 1384 году Венского университета, преподавал на его богословском факультете в качестве lector secundarius.
В 1385 году стал почётным капелланом римского папы Урбана VI. В 1386 году получил пребенду в женском монастыре Св. Агнессы в Химмельпфорте, тогда же получив степень бакалавра свободных искусств и перейдя в белое духовенство, а в 1392 году награждён был пребендой при церкви Св. Стефана. Выполнил немало переводов античных классиков и трудов отцов церкви для герцога Альбрехта и его гофмейстера Иоганна Лихтенштейна, в частности, в 1385 году переложил немецкими стихами сочинения Епифания Схоластика, секретаря Флавия Кассиодора (VI в. н. э.).
Умер не позже 1400 года в Вене, где и был, по-видимому, похоронен.

## Сочинения
Приписываемая Леопольду прозаическая «Австрийская хроника 95 правителей» (нем. Österreichische Chronik von den 95 Herrschaften), или «Хроника 95 сеньорий», была написана в 1393—1399 годах на средневерхненемецком языке в Вене по инициативе герцога Австрии Альбрехта III (1349—1395). Она разделена автором на пять книг, предположительно по числу органов чувств человека, и содержит легендарную историю со времен Ноя, а также вымышленную генеалогию Альбертинской линии Гасбургов, выводя их от библейских правителей Израильского царства, легендарный потомок которых Авраам из Темонарии прибыл в австрийские земли из мифической страны «Terra Ammiracionis» в VIII веке до н. э., «спустя 859 лет после потопа», основав там «еврейское королевство Юдесаптан» (Judaesaptan, Judeisapta), 22 короля которого правили якобы вплоть до 227 г. до н. э. и даже обратили в иудейскую веру местных властителей.  
Сегодня из 95 описанных в хронике правлений 81 признаётся вымышленным. Связное изложение событий начинается в ней с 140 года н. э., правления римского императора Антонина Пия, и доводится до конца XIV века. Персонажами её являются как реальные, так и легендарные исторические деятели, в частности, Эней, Александр Великий, Дитрих Бернский, византийский император Ираклий, Карл Великий, Роланд, Гийом Аквитанский, Вильгельм фон Венден и пр. Помимо австрийских событий, автор упоминает происходившее в Венгерском и Чешском королевствах, а также в Зальцбургском архиепископстве. Заслуживают внимания описание им Фриульского землетрясения 1348 года и рассказ о вдове германского короля Альбрехта I Габсбурга Елизавете Каринтийской. 
Выделяется две версии хроники, первая составлена была в 1394 году, когда она, возможно, отредактирована была герцогом Альбрехтом, во второй, относящейся к 1399 году, предисловие заменено было панегириком последнему и дополнено отчётом о паломничестве в Иерусалим его сына Альбрехта IV (1398). Анонимным продолжателем хроника позже дополнена была сведениями за 1400—1404 годы.
В качестве основных источников, помимо документов герцогской канцелярии, Штайнройтер использовал сочинение Епифания Кипрского «О 22 пророках Ветхого Завета и трёх Новых Заветов, и о 12 апостолах и 70 учениках Христовых» (около 400 г. н. э.), «Историю в трёх частях» (лат. Historia tripartita) Кассиодора (VI в.), хроники Оттона Фрейзингенского (сер. XII в.), «Краткую хронику древних курфюрстов и герцогов Австрии» (лат. Breve chronicon Austriacum) конца XII в., «Зерцало историческое» Винсента из Бове (около 1260 г.), «Кёльнскую рифмованную хронику» Готфрида Хагена (1271), «Хронику пап и императоров» Мартина Опавского (1278), «Книгу князей» (нем. Fürstenbuch) венского поэта Янса дер Еникеля (кон. XIII в.), рифмованную «Штирийскую хронику» Отакара из Гаaла (нач. XIV в.), анонимную латинскую хронику швабского происхождения «Flores temporum» (около 1346 г.) и «Богемскую хронику» (лат. Chronicon Bohemorum) Джованни Мариньоли (1360).
Хроника Леопольда Штайнройтера, получившая также название «Cronica patrie», была широко известна и оказала значительное влияние на австрийскую историографию XV века, в частности, ею пользовался в качестве источника для своей латинской «Австрийской хроники» (1451—1463) историк и теолог профессор Венского университета Томас Эбендорфер. Из иностранных авторов её использовал в своей «Истории Австрии» (лат. Historia Austrialis, 1453—1455) итальянский учёный-гуманист Энеа Сильвио Пикколомини, подвергнув критике многие из её сообщений, а также швейцарский историк и географ Генрих Гундельфинген в «Истории Австрийского дома в трёх книгах» (1476). 
Сохранилось 52 манускрипта хроники, датируемых XV—XVII веками, лучшие из которых хранятся в Австрийской национальной библиотеке в Вене, Баварской государственной библиотеке в Мюнхене и Гражданской библиотеке Берна.
В XVI—XVII веках, с развитием гуманистической науки и издательского дела, популярность хроники пошла на убыль из-за очевидного недоверия к содержавшимся в ней историческим легендам и мифическим родословиям. В эпоху Просвещения её и вовсе перестали рассматривать как исторический труд, наподобие «Истории королей Британии» Гальфрида Монмутского (XII в.). 
Скептицизм по отношению к «Хронике 95 правителей» как к источнику привёл и к сомнениям в авторстве Штайнройтера, поэтому в первом её издании, напечатанном в 1721 году в Лейпциге учёным монахом-бенедиктинцем Иеронимом Пецом, составителем её был назван его современник Грегор Хаген (ум. 1398), некий священник из Вены, близкий герцогу Альбрехту. Первое научное издание хроники появилось лишь в 1909 году, подготовленное для шестого тома новой серии «Monumenta Germaniae Historica» филологом-германистом профессором Венского университета Йозефом Зеемюллером, сопроводившим его комментариями и обстоятельным предисловием, в котором, помимо подробного обзора всех рукописей, убедительно доказывалось авторство Штайнройтера. 
Но в XX столетии последнее вновь стало подвергаться сомнению. Так, в 1933 году немецкий историк Конрад Йозеф Хайлиг вновь приписал «Хронику 95 правителей» Грегору или Маттеусу Хагену, или даже декану Иоганну Шеффнеру, автору «Науки о войне» (нем. Lehre vom Krieg), на стилистические отличия которой от сочинения Штайнройтера справедливо указывал Зеемюллер, а в 2004 году филолог Фриц Петер Кнапп назвал её анонимной, выдвинув гипотезу о неком «австрийском протохронисте», сочинение которого лишь использовали Хаген или Шеффнер.
Со времён своей первой публикации, «Австрийская хроника 95 правителей» сыграла заметную роль в формировании различных псевдоисторических концепций, в частности, характерных для доктрины американского библейского буквализма. В частности, опиравшиеся в своих штудиях на её вымышленную генеалогию отцы-основатели «Всемирной церкви Бога» Герман Л. Хоэ и Герберт У. Армстронг безапелляционно утверждали, что «история европейской цивилизации столь же древняя, как и египетская, но ранее это всячески замалчивалось, и с конца XVII века её не дозволялось публично преподавать».
Историки-медиевисты отдают должное сочинению Штайнройтера лишь в отношении сведений по истории Австрийского герцогства времён первых Габсбургов, рассматривая начальные его разделы (книги I—II) как не представляющие исторической ценности. В то же время, изучение содержащихся в нём мифических родословий, а также иллюстрирующих текст для подтверждения легендарного происхождения австрийских герцогов не только реальных, но и вымышленных гербов (нем. fabelwappen), позволяет современным исследователям выявить архетипические основания зарождавшейся европейской генеалогии и тотемистические мотивы средневековой геральдики.
Помимо хроники и немецкого ритмического перевода «Истории в трёх частях» Кассиодора (лат. Translatio Cassiodori Historiae (ecclesiasticae) tripartitae), Леопольд  Штайнройтер является автором «Похвальной речи герцогу Альбрехту III» (нем. Lobrede auf Herzog Albrecht III), а также трёх трактатов в наставление паломникам (лат. Translationes trium tractatuum in usum peregrinorum): «Из города Рима» (нем. Von der Stat ze Rom), «Из города Иерусалима» (нем. Von der stat ze Jerusalem) и «Из путешествия на Синай» (нем. Von der rais des pergs Synai).

## Публикации
- Gregorii Hageni Germanicum Austriae Chronicon // Scriptores Rerum Austriacarum Veteres Ac Genuini. Editit R. D. P. Hieronymus Pez. — Tomus I. — Lipsiae: Sumptibus Joh. Frid. Gleditschii B. Filii, 1721. — coll. 1044–1158.
- Österreichische Chronik von den 95 Herrschaften. Herausgegeben von Joseph Seemüller // Monumenta Germaniae Historica. — Tomus VI. — Hannover und Leipzig, 1909. — сссix, 276 pp. — (Deutsche Chroniken und andere Geschichtsbücher des Mittelalters, 6).